# 's-Heerenhoek

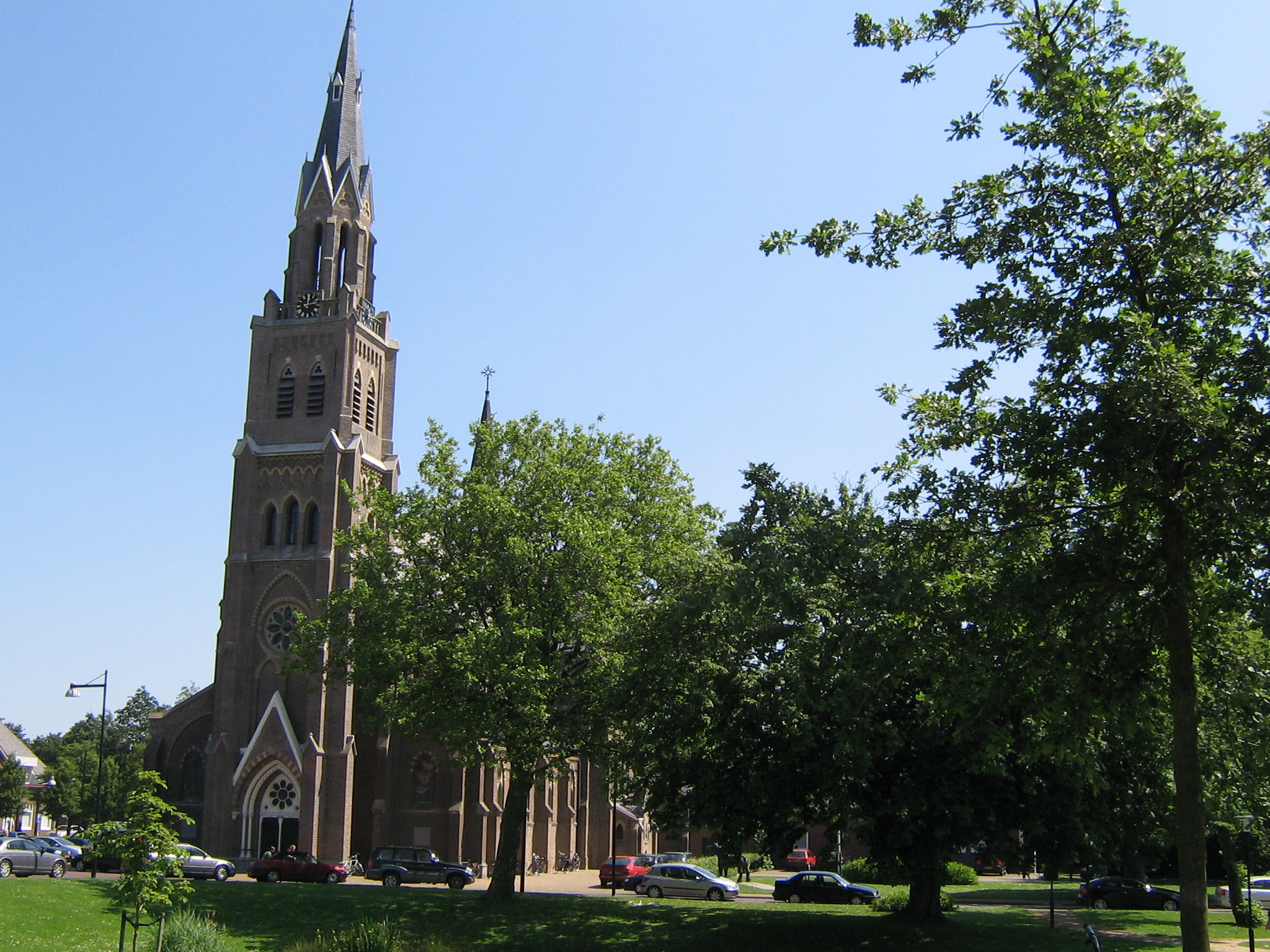
Kerk van 's-Heerenhoek

 's-Heerenhoek (Zeeuws: Seêrenoek) is een dorp in de gemeente Borsele, op Zuid-Beveland in de Nederlandse provincie Zeeland. Het dorp heeft 2.005 inwoners (1 januari 2023). Tot 1970 was 's-Heerenhoek een zelfstandige gemeente.

## Geschiedenis
Het dorp is ontstaan na de inpoldering van de Borsselepolder in 1616. In de nieuwe polder ontstonden twee woonkernen: het centraal gelegen, ruim aangelegde dorp Monster (later Borssele genaamd) voor de meer welgestelden, en in de uiterste noordoosthoek een dorpje voor de wat minder gefortuneerden. In eerste instantie ontwikkelde het kleine dorpje zich binnen de Borsselepolder, maar later kwam er ook bebouwing in de aangrenzende Kraaijertpolders. Het gehucht kreeg de naam Calishoeck, wat 'zwervershoek' betekent. Vanaf 1700 werd deze naam geleidelijk aan vervangen door 's-Heerenhoek.
In 1672 werd in Calishoeck een Nederlands Hervormde kerk gebouwd. Het was toen al een 'compleet' dorp met herbergen, een molen, een kerk en een school, met neringdoenden en ambachtslieden. Op 11 mei 1687 vermoordde de hervormde predikant van het dorp, Jacobus de Cliever, zijn collega Nicolaas van de Velde die predikant was in het nabijgelegen dorp Driewegen. De hervormde kerk werd in 1988 verplaatst van 's-Heerenhoek naar het Nederlands Openluchtmuseum te Arnhem.
's-Heerenhoek geldt van oudsher als een katholiek bolwerk in een voornamelijk protestantse omgeving, hoewel het dorp pas na 1850 overwegend katholiek zou worden. Nadat de Prins van Oranje en zijn Watergeuzen heel Zeeland in handen hadden gekregen, werd er op 15 april 1576 het katholicisme verboden. Dit verbod werd nog eens aangescherpt in 1583. Deze situatie duurde voort tot de Franse bezetting, die Nederland onder andere vrijheid van godsdienst bracht. Als gevolg van dit verbod werden de katholieke erediensten in de Zuid-Bevelandse polders in de 17e en de 18e eeuw in het geheim in verschillende boerderijen buiten de dorpen gehouden. 
Omstreeks 1710 waren er in 's-Heerenhoek maar ongeveer 40 katholieken op een totale bevolking van naar schatting 300 zielen. Op verschillende andere dorpen in de omgeving, zoals 's-Gravenpolder en Kapelle, die later vrijwel volledig protestants werden, woonden toen verhoudingsgewijs meer katholieken dan in 's-Heerenhoek. Maar na de machtswisseling in 1795 was de vrijheid van godsdienst een feit. Meteen werd in 's-Heerenhoek een rooms-katholieke statie gesticht en kwam er twee jaar later een eigen kerkgebouw. Toch waren destijds de katholieken in het dorp nog niet in de meerderheid.
Sinds 1874 staat midden in het dorp de neogotische rooms-katholieke Sint-Willibrorduskerk. Al in 1854 was er een katholieke lagere school, de tweede in Nederland (na Volendam). Momenteel is het grootste deel van het dorp katholiek, hoewel de Sint-Willibrorduskerk al sinds 2023 buiten gebruik is gesteld.

## Etymologie
's-Heerenhoek of 'des heeren hoek' betekent letterlijk 'de hoek van de heer'. De locatie waar het oorspronkelijke 's-Heerenhoek ligt, is de uiterste noordoosthoek van het bezit van de ambachtsheer van de Borsselepolder. Van 1616 tot 1750 was de heerlijkheid in eigendom van de stad Goes.

## Sport
's-Heerenhoek heeft meerdere sportverenigingen. Er zijn onder meer een voetbalvereniging (VV De Patrijzen). Verder zijn er nog diverse handboogverenigingen, een tennisvereniging (T.V. 's-Heerenhoek), een judoclub (Judo Zuid-West), diverse biljartverenigingen, een duivensportvereniging (P.V. de Vriendenkring) en een gymnastiekvereniging (S.S.S.) in het dorp aanwezig.
Daarnaast is er de stichting wielercomité op het dorp gevestigd die jaarlijks een driedaagse internationale wielerwedstrijd, de Omloop van Borsele, organiseert.

## Carnaval
Tijdens het carnaval wordt 's-Heerenhoek omgedoopt tot "Paerehat". In tegenstelling tot vele plaatsen waar de carnavalsnaam geen duidelijke oorsprong heeft, en het bijvoegsel 'hat' toegevoegd is aan een dierennaam, refereert de naam Paerehat wel degelijk naar een bestaande geografische locatie. Aan de westzijde van 's-Heerenhoek, naast de locatie van de huidige handboogschietwei, lag vroeger een grote kreek alwaar men dode paarden (paerden) begroef. Het was eenvoudiger om de dode dieren in de kreek te dumpen dan een put graven om ze te begraven. Van lieverlee kreeg de kreek hierdoor de naam 'Het Paerehat'. Tegenwoordig is de kreek grotendeels gedempt en resteert er alleen nog een watergang op deze locatie. Deze watergang draagt overigens nog steeds de naam 'het Paerehat'.

## Bekende (voormalige) inwoners van 's-Heerenhoek
- Jan Westdorp (1938-2023), wielrenner
- Jan Raas, voormalig wielrenner en ploegleider